# 88式通用机枪
88式通用机枪是中華人民共和國研製的一款通用機槍，于1988年立项，1989年7月开始研制，1999年7月批准设计定型。它在1999年“建国50周年成就展”上首次公开亮相，是使用5.8毫米弹种的新枪械系列中的通用机枪。
在通用机枪里，88式通用机枪的重量較轻便，因此更适合单兵操纵。即使按照中国士兵的体格标准，也能够达到双人携带、单人操作的班用机枪标准，能以持续的火力伴随步兵班战斗。

## 使用國
- 中华人民共和国
  - 中國人民解放軍
  - 中國人民武裝警察部隊

## 登場作品

### 電子遊戲
- 2010年—《2》：命名为“T88 LMG”，能夠配搭机械瞄具或红点镜。
- 2011年—：命名為「Type 88 LMG」，多人聯機模式時為「支援兵」（Support）的解鎖武器之一。
- 2013年—：命名為「Type 88 LMG」（中文版則命名為「88式輕機槍」），槍身印有「88式通用机枪」的字樣，發射5.8×42 DAP-87子彈，被歸類為轻机枪，彈箱最高載彈量為200發，初始攜彈量為400發，最高攜彈量為600發（攻擊裝備等級2：彈藥），預設具有兩腳架。單人模式之中可由美国海军陆战队精英小隊「墓碑」隊長丹尼爾·雷克（Daniel Recker）所使用；多人聯機模式時為「支援兵」（Support）的解鎖武器包武器之一，於達到5,000點輕機槍得分時才能解鎖，並可以使用全像、放大鏡（放大2倍）、防火帽、寛型握把、M145（放大3.4倍）、雷射瞄準器、制動器、反射式、手電筒、舒適握把、消音器、ACOG（放大4倍）、直角握把、重型槍管以及七件戰鬥包附件（FLIR（紅外線放大2倍）、稜鏡（放大3.4倍）、JGM-4（放大4倍）、土狼、消光器、折疊握把、馬鈴薯握把、直立握把、綠點雷射瞄準器、紅外線夜視鏡（紅外線放大1倍）、眼鏡蛇、LS06消音器、PBS-4消音器、雷射／燈光組合、PKA-S、PK-A（放大3.4倍）、PSO-1（放大4倍）、R2消音器、戰術燈、三光束雷射、HD-33當中之七）。
- 2018年—《少女前線》：命名为88式，於2018.9.13加入遊戲，設定為5星通用機槍，原型數據：全槍長為（輕機槍狀態 1151mm，重機槍狀態 1321mm），全槍重為（輕機槍狀態 7.6kg，重機槍狀態 11.8kg），槍管長為 600mm，射擊彈藥為87式5.8mm機槍彈，初速為 895±10m/s，有效射程為 1000m，戰鬥射速為 300RPM，火線高為（輕機槍狀態 280、300、330mm，重機槍狀態 300~500mm，高射機槍狀態 1000mm）。
- 2021年—《戰地風雲2042》：作為戰地風雲門戶的武器登場。

## 外部連結
- （简体中文）—《轻兵器》—
  - 主设计人员谈 QJY88式5.8mm通用机枪[]
  - 关于QJY88式5.8mm通用机枪部队适用性探讨[]
  - 88式5.8mm通用机枪超长精度射及正面散布射的射击方法[]
  - 5.8mm小口径 机枪系列（页面存档备份，存于）